# Orlando Engelaar
Orlando Engelaar (Rotterdam, 1979. augusztus 24.) holland válogatott labdarúgó, jelenleg a PSV Eindhoven középpályása.

## Pályafutása

### Klubcsapatokban
Juniorként a Feyenoordnál nevelkedett 1985-től 2000-ig, ahonnan a NAC Bredához került. A Bredanal négy szezont töltött, majd nem csak klubot, hanem országot is váltott. Belgiumba a Genk csapatához igazolt. Itt két évig játszott, ezután visszatért hazájába a Twentehez, ahol szintén két szezont töltött. 2008-ban ismét tovább állt, ezúttal a Bundesliga egyik élcsapatához a Schalkehez került, ahol mindössze egy évig maradt. A PSV Eindhovent 2009 óta erősíti.

### Válogatottban
A Holland labdarúgó-válogatottban (Oranje) 2007 június 2-án debütált egy Dél-Korea elleni barátságos találkozón.
Helyett kapott Marco van Basten 2008-as labdarúgó-Európa-bajnokságra készülő keretében. A kontinensviadalon az Olaszország felett aratott 3–0-s siker alkalmával végig a pályán maradt. Franciaország ellen (4–1) egy félidőt, míg a románok ellen (2–0) ismét az egész mérkőzést végig játszhatta. A negyeddöntőben vereséget szenvedtek Oroszországtól (1–3) és kiestek. A mérkőzés 61. percében lecserélte van Basten, a helyére pedig Ibrahim Afellay állt be.
A 2010-es labdarúgó-világbajnokságon nem vett részt. Bár a bő keretnek május 27-én még tagja volt, de Bert van Marwijk végül nem hívta be a 23-as tornára utazó keretébe.

## Külső hivatkozások
- Karrierstatisztika a wereldvanoranje.nl honlapján (hollandul)
- Statisztika a fussballdaten.de honlapján (németül)